# Franz Eckenbert II. von Dalberg
Franz Eckenbert II. von Dalberg zu Wallhausen (* 28. Februar 1674; † 14. Juli 1741† 14. Juli 1741, bestattet in der Dominikanerkirche in Mainz) war ein Mitglied der freiherrlichen Familie von Dalberg und Gründer der Linie Dalberg-Wallhausen, die als letzte der Familie 1940 ausstarb.

## Herkunft
Franz Eckenbert II. von Dalberg war ein Sohn des Reichskammergerichtspräsidenten Philipp Franz Eberhard von Dalberg (* 15. März 1635; † 24. Dezember 1693 in Mainz, bestattet in der Dominikanerkirche in Mainz) und von Anna Katharina Franziska (* 4. Dezember 1644; † 30. Juli 1679 in Speyer, bestattet in der Jesuitenkirche in Speyer), Tochter von Johann XXV. von Dalberg und Anna Antonetta von der Leyen.

## Familie
Franz Eckenbert II. heiratete zwei Mal: Zunächst vor 1701 Maria Franziska Juliana, Tochter von Johann von Dornheim und Maria Johanna von Rosenberg († 1706), dann, nach ihrem Tod, am 12. Juni 1708 in Mainz Maria Luisa (getauft am 5. August 1686 in St. Emmeran in Mainz; † 12. September 1760). Franz Eckenbert II. und seine beiden Frauen hatten nachfolgend aufgelisteten Kinder:
1. Hugo Philipp Eckenbert zu Wallhausen (aus der 1. Ehe seines Vaters) (* 31. März 1702[4]; † 29. Februar 1754) wurde würzburgischer und fuldischer Geheimer Rat und Oberamtmann von Hammelburg. Er heiratete am 4. Oktober 1729 Maria Anna Josepha Sophia Zobel von Giebelstadt (* 20. August 1713; † 8. Juni 1774[5][Anm. 5]).
2. Lothar Friedrich Heribert (aus der 1. Ehe seines Vaters) (* 12. Juli 1703; † 17. April 1729[6][Anm. 6], bestattet in Würzburg) war seit 1711 Domherr in Speyer, ab 1712 auch in Trier und seit 1713 in Würzburg und Worms.[7]
3. Friedrich Anton Christoph zu Hessloch, Mommenheim und Gabsheim (aus der 2. Ehe seines Vaters) (* 29. April 1709; † 15. Juli 1775) war zunächst von 1721 bis 1726[8] Domherr in Mainz und auch Domherr in Speyer. 1726 wurde er weltlich und heiratete am 17. November 1738[Anm. 7] Sophie Elisabeth Xaveria[9] (* 14. Juli 1722[10]; † 19. November 1796[Anm. 8] in Hanau), Tochter von Franz Philipp Kaspar Wambolt von Umstadt und Charlotte von Kesselstatt. Friedrich Anton Christoph war seit 1731 Burgmann in Friedberg, kurpfälzischer Oberamtmann in Veldenz[11], kurmainzischer Geheimer Rat und Vizepräsident und ab 1741 Hauptmann des Ritterkantons Oberrhein.
4. Magdalena Lukretia[12] (aus der 2. Ehe seines Vaters) (* um 1712; † 6. April 1733) heiratete am 23. Juli 1730 Franz Alexander Kasimir Frey von Dern († 21. Oktober 1737).[13]
5. Karl Heinrich Adalbert Philipp Franz Eckenbert[Anm. 9] (aus der 2. Ehe seines Vaters) (* 8. August 1714[14] in Mainz; † 12. August 1714?).[15]
6. Maria Anna Henriette Gabriele Konstantine Eberhardine[16][17] (aus der 2. Ehe ihres Vaters) (* 21. September 1715[18]; † 1793[19]) heiratete 1735 Johann Heinrich von Zievel, Oberamtmann von Luxemburg.[20]
7. Franz Karl Anton Eberhard (aus der 2. Ehe seines Vaters) (* 27. August 1717; † 12. März 1781[Anm. 10], bestattet in der Dominikanerkirche in Mainz) wurde 1725 Domherr in Worms und später dort auch Domkustos[21], 1726[Anm. 11] Domherr in Mainz, 1731[Anm. 12] Domherr in Trier, 1753 Archidiakon von St. Agatha in Longuyon, 1760 Archidiakon von St. Castor in Karden, 1765 Domherr in Speyer, 1777[Anm. 13] Dompropst in Trier und Domkustos in Mainz. Außerdem war er kurmainzischer Geheimer Rat.[22]

## Wirken
Franz Eckenbert II. erhielt zunächst kirchliche Pfründen: 1683 wurde er Domherr in Trier. Um heiraten zu können, verzichtete er 1699 oder kurz zuvor darauf.
In diesem Jahr wurde er Oberamtmann des Hochstifts Speyer in Kirrweiler und Deidesheim, später auch kaiserlicher, kurtrierischer, speyerischer und würzburgischer Rat. Im Kurfürstentum Mainz war er Vitztum und Hofrichter in Mainz. Seit 1709 war er Burgmann in Friedberg. Auch war er von 1714 oder 1728 bis 1741 Hauptmann des Ritterkantons Oberrhein. Nach einer Quelle soll er sogar „Generaldirektor aller drei Ritterkreise“ gewesen sein. Er wurde weiter Mitglied des Reichshofrats.
Franz Eckenbert II. teilte mit seinem Bruder, Wolfgang Eberhard II., das Familienerbe neu auf. Er gründete damit die Linie Dalberg-Wallhausen, sein Bruder die Linie Dalberg-Herrnsheim. Bei der Teilung übernahm Franz Eckenbert II. die Orte Herrnsheim, Heßloch, Essingen, Ruppertsberg und Sankt Martin mit der Kropsburg. Die Brüder schlossen den Familienvertrag von 1723, nach dem sich bis zum Ende des Alten Reichs die Erb- und Familienverhältnisse der Familie von Dalberg richteten.
Franz Eckenbert II. war die treibende Kraft hinter dem Bau des Neuen Dalberger Hofs, eines repräsentativen Stadtschlosses für die Gesamtfamilie von Dalberg in Mainz.